# Sant Andreu de Vila-robau
|  | Per a altres significats, vegeu «església vella de Sant Andreu de Vila-robau». |

Sant Andreu és l'església parroquial de Vila-robau (a l'Alt Empordà) protegida com a bé cultural d'interès local. Està situada dins del poble de Vila-robau, a l'extrem nord-oest del municipi de Ventalló al qual pertany. El temple està situat al bell mig del nucli, a la Plaça de Sant Andreu. La construcció de l'actual església parroquial de Sant Andreu se situa en el segle xviii, com ho confirma la data 1721 que figura en els pinacles de la porta. Aquesta esdevé parròquia de Vila-robau substituint l'església vella del mateix nom que es troba a pocs metres. A l'interior es conserva una imatge barroca de la Mare de Déu amb l'Infant, segurament del segle xviii.

## Arquitectura
És un edifici d'una sola nau amb capçalera poligonal i capelles laterals. Tot l'interior està cobert amb volta de canó amb llunetes, amb el presbiteri ocupant una posició elevada respecte al nivell de la nau. Als peus, destaca el cor. La façana principal presenta un portal d'accés rectangular, amb els brancals bastits a manera de pilastres, que simulen sostenir un entaulament cobert amb cornisa motllurada, damunt la qual, centrat, hi ha un frontó ondulat. Al centre, una fornícula buida amb la coberta apetxinada flanquejada per dos pinacles on figura la data 1721.
Tant el frontó com els pinacles tenen una senzilla decoració d'inspiració vegetal. Damunt la portalada hi ha un rosetó adovellat amb vitralls de colors, i als costats, dues petites obertures bastides amb quatre carreus desbastats. La façana està rematada amb un coronament sinuós. A l'extrem nord presenta el campanar, de base quadrada i amb obertures d'arc apuntat bastides amb maons, a la part superior. La decoració interior del temple és força unitària i d'una gran sobrietat. Es troba totalment arrebossada i pintada, imitant carreus escairats.
La construcció és bastida amb pedra de diverses mides, sense desbastar, lligada amb abundant morter i amb carreus a les cantonades.